# 高石蒜碱
高石蒜碱是一种生物碱，分子式C
18H
21NO
4，存在于石蒜科特别是水仙属（Narcissus）植物中。